# Die Waisen der Ansiedlung
Die Waisen der Ansiedlung ist ein US-amerikanischer Stummfilm-Western aus dem Jahr 1913 von David Wark Griffith mit Mae Marsh in der Hauptrolle. Produziert wurde der Kurzfilm von der Biograph Company.

## Handlung
Das Waisenkind Sally Cameron reist mit ihrer kleinen Schwester zu ihrem Onkel. Sie nimmt auch zwei Hundewelpen mit. Der Onkel informiert den lokalen Rancher über die baldige Ankunft der Kinder. Die Kinder kommen mit der Kutsche in Elderbush Gulch an und werden vom Onkel abgeholt. Auch Melissa Harlow steigt mit ihren Baby im Arm zusammen mit ihrem Ehemann aus.
Auf der Ranch werden Sally und ihre Schwester herzlich begrüßt. Der Rancher verbietet jedoch Hunde in seinem Haus. Auch die Harlows kommen auf der Ranch an. Zur gleichen Zeit feiern die Krieger eines Indianerstammes ein Gelage, zu dem der Häuptlingssohn zu spät erscheint. Abends will Sally nach den Welpen schauen, die draußen bleiben mussten. Die beiden Tiere sind jedoch ausgerissen und werden vom Häuptlingssohn und dessen Begleiter gefunden. Sally kommt hinzu und verhindert, dass die Welpen geschlachtet werden. Der Onkel, auf der Suche nach Sally, sieht, wie der Häuptlingssohn Sally ergreift und schießt ihn nieder. Die Schüsse alarmieren sowohl den Rancher und dessen Arbeiter als auch die Indianer. Nach einem kurzen Feuergefecht ziehen sich beide Parteien zurück.
Die Indianer können den Häuptlingssohn nur noch tot bergen. Der Stamm schwört Rache. Zur gleichen Zeit überredet Sally einen Rancharbeiter, eine Luke in die Wand der Hütte zu montieren, damit sie die Hunde heimlich zu sich ins Bett holen kann. Mr. Harlow wird von seiner Frau überredet, mit dem Baby in die Stadt zu reiten. Dort gibt er das Kind in die Obhut einer Einwohnerin und sucht den Saloon auf. Die Frau gibt das Kind an ihren Mann weiter.
Die Indianer reiten zum Angriff auf die Stadt. Unterwegs schlagen sie drei Armeescouts in die Flucht, die die Einwohner vor dem Angriff warnen. Bei dem Angriff wird Mr. Harlow angeschossen und wird bewusstlos. Die Einwohner wehren sich verzweifelt, haben aber gegen die Übermacht der Krieger keine Chance. Einige Einwohner versuchen zu fliehen, werden aber von den Indianern niedergemacht. Die Nachricht vom Überfall erreicht die Ranch. In ihrer Angst um das Baby will Melissa in die Stadt. Ein Rancharbeiter versucht, sie daran zu hindern und wird getötet. Während sich die anderen Rancharbeiter im Haus verschanzen, reitet einer von ihnen, ein Mexikaner, zum nächsten Fort, um die Armee zu alarmieren.
Der Mann mit dem Baby hat sich zu einer Hütte durchgekämpft. Melissa wird ins Ranchhaus gebracht, wo sie vor Verzweiflung einem Nervenzusammenbruch nahe ist. Sally hört ihr Klagen und tröstet sie. Dann versteckt sie ihre Schwester und die Welpen in einer Truhe. Inzwischen versucht der Mann, das Ranchhaus zu erreichen, wird aber vor der Tür von einem Indianer erschossen. Sally sieht durch ein Astloch das schreiende Baby in den Armen des toten Mannes. Sie schleicht durch die Luke ins Freie und kann das Baby, geschützt durch den Pulverdampf, ins Haus holen. Sie klettert mit dem Baby zu ihrer Schwester in die Truhe.
Während der Mexikaner eine Kavallerie-Einheit erreicht und alarmiert, kommt Mr. Harlow zu sich und eilt zur Ranch. Er wird von den zum Angriff blasenden Soldaten mitgenommen. Die Kavallerie kommt gerade rechtzeitig und kann die Indianer in die Flucht schlagen. Mr. Harlow findet seine Frau. Bevor sich die beiden streiten können, da keiner von ihnen das Baby hat, klettert Sally aus der Truhe. Melissa schließt glücklich ihr Kind in die Arme. Der Rancher akzeptiert die Hunde.

## Hintergrund
Gedreht wurde der Film auf der Movie Ranch von Regisseur Griffith in San Fernando.

## Veröffentlichung
Die Premiere des Films fand 1913 im Deutschen Reich statt. In den USA kam er erst im Dezember 1913 in die Kinos.

## Kritiken
Matthew Kennedy schrieb im Bright Lights Film Journal, der Film sei eine furiose Saga voller Rassen-Klischees.
Der Kritiker des TV Guide beschrieb das Werk als nicht allzu originell, wobei der Schnitt ein Anschwellen der Spannung erzeuge.